# Eenrichtingsvoertuig
Een eenrichtingvoertuig is een voertuig dat normaal gesproken maar één kant op rijdt, vaart of vliegt en dus moet keren om de andere kant op terug te kunnen. Deze voertuigen hebben een herkenbare voor- en achterkant. Er is maar één plek om het voertuig te besturen. Deze voertuigen kunnen zich in beperkte mate in de andere richting verplaatsen (achteruit), maar de besturing is lastiger en de maximumsnelheid veelal lager. Men verplaatst het voertuig alleen achteruit over een korte afstand.

## Openbaar vervoer
Eenrichtingsvoertuigen voor openbaar vervoer hebben meest aan één zijde (de trottoirzijde) deuren. Bij sommige
trambedrijven hebben ze aan beide zijden deuren waardoor men aan eilandperrons kan halteren. In sommige andere gevallen wordt er op bepaalde trajecten links gereden om aan de eilandperrons te kunnen halteren. Eenrichtingsrijtuigen kunnen vaak meer zitplaatsen aanbieden dan tweerichtingvoertuigen, die aan beide zijden deuren moeten hebben.
De zitplaatsen in een eenrichtingsvoertuig zijn meest in de rijrichting geplaatst. Boven de wielkasten of de motor staan ze soms andersom.
Een eenrichtingstram keert aan het eindpunt meest op een keerlus. Soms wordt er gedriehoekt. Zeldzamer is het gebruik van een draaischijf.

## Eenrichtingsvoertuigen
- Auto's, bussen, vrachtwagens. Zij kunnen achteruit rijden, maar dat gaat niet gemakkelijk. Met een aanhangwagen vereist het extra vaardigheid.
- Tweewielige voertuigen, zoals motorfietsen, bromfietsen, fietsen. Zij kunnen zelden achteruit rijden maar moeten geduwd worden. Met een fiets zonder freewheel kan men achteruit rijden, waarvoor (als het een tweewielige fiets is) enige vaardigheid nodig is.
- Veel trams. Achteruit rijden gaat met deze trams makkelijker dan met een bus, doordat onder de achterbank een eenvoudig bedieningspaneel is.
- Getrokken treinen. De rijtuigen (behalve bij Talgo, zie hieronder) en de locomotief (geen stoomlocomotief) zijn van zichzelf tweerichtingsvoertuigen. Daarentegen kan de trein als geheel in slechts een richting rijden. De locomotief moet aan de andere zijde worden geplaatst om van richting te kunnen veranderen, omdat de machinist anders geen zicht heeft. Dit geldt niet voor treinstellen en trek-duwtreinen.
- De Talgo II. De rijtuigen van deze trein zijn niet geschikt om met volle snelheid achteruit te rijden en een Talgo II heeft een keerlus of keerdriehoek nodig. De Talgo's die na 1964 gebouwd zijn kunnen wel in beide richtingen op volle snelheid rijden.
- De meeste stoomlocomotieven. Veel tenderlocomotieven kunnen in beide richtingen gebruikt worden, maar veel grotere locomotieven mogen niet met volle snelheid achteruit rijden en moeten dus gekeerd worden, meestal op een draaischijf.
- Voertuigen van de Wuppertaler Schwebebahn.
- Vliegtuigen. Achteruit vliegen is relatief eenvoudig met een helikopter maar ondenkbaar met een andersoortig vliegtuig. Een vleugelvliegtuig kan zich -op de grond- achteruit bewegen door middel van straalomkering, maar daar wordt slechts in uitzonderingsgevallen gebruik van gemaakt. Is een vliegtuig geparkeerd met de neus in de richting van het luchthavengebouw, dan wordt een pushbacktruck gebruikt om het vliegtuig voor vertrek terug te duwen vanaf de opstelplaats.
- Schepen (behalve veel veerboten). Een binnenvaartschip is vaak te lang om in een smal kanaal te keren en dan is een zwaaikom nodig.